# Élections législatives partielles au cours de la Ire législature de la Troisième République française
 (février 2025).
Si vous disposez d'ouvrages ou d'articles de référence ou si vous connaissez des sites web de qualité traitant du thème abordé ici, merci de compléter l'article en donnant les références utiles à sa vérifiabilité et en les liant à la section « Notes et références ».
Des élections législatives partielles ont lieu durant la Ire législature de la Chambre des députés française.

## Liste
| Député sortant                              | Groupe / tendance | Groupe / tendance        | Date de fin de mandat | Circonscription                                  | Date de la nouvelle élection | Député élu ou réélu                  | Groupe / tendance | Groupe / tendance   | Raison                                                     |
| ------------------------------------------- | ----------------- | ------------------------ | --------------------- | ------------------------------------------------ | ---------------------------- | ------------------------------------ | ----------------- | ------------------- | ---------------------------------------------------------- |
| Eugène Rouher                               |                   | Appel au peuple          | Mars 1876             | Corse (Ajaccio)                                  | 14 mai 1876                  | Napoléon-Jérôme Bonaparte            |                   | NI / Républicain    | Multiple élections (Eugène Rouher)                         |
| Eugène Rouher                               |                   | Appel au peuple          | Mars 1876             | Corse (Bastia)                                   | 14 mai 1876                  | François Xavier Joseph de Casabianca |                   | Appel au peuple     | Multiple élections (Eugène Rouher)                         |
| Léon Gambetta                               |                   | Union républicaine       | Mars 1876             | Nord (Lille, 2e)                                 | 16 avril 1876                | Gustave Masure                       |                   | Union républicaine  | Multiple élections (Léon Gambetta)                         |
| Léon Gambetta                               |                   | Union républicaine       | Mars 1876             | Bouches-du-Rhône (Marseille, 1re)                | 16 avril 1876                | Xavier Bouquet                       |                   | Extrême gauche      | Multiple élections (Léon Gambetta)                         |
| Louis Blanc                                 |                   | Union républicaine       | Mars 1876             | Seine (Saint-Denis, 1re)                         | 23 avril 1876                | Camille Sée                          |                   | Gauche républicaine | Multiple élections (Louis Blanc)                           |
| Louis Blanc                                 |                   | Union républicaine       | Mars 1876             | Seine (13e arrondissement de Paris, Gobelins)    | 23 avril 1876                | François Cantagrel                   |                   | Extrême gauche      | Multiple élections (Louis Blanc)                           |
| Adrien Joseph Prax-Paris                    |                   | Appel au peuple          | Mars 1876             | Tarn-et-Garonne (Montauban, 2e)                  | 23 avril 1876                | Léon Pagès                           |                   | Centre gauche       | Multiple élections (Adrien Joseph Prax-Paris)              |
| Alexis Lambert                              |                   | Gauche républicaine      | 22 janvier 1877       | Algérie (Constantine)                            | 23 avril 1877                | Gaston Thomson                       |                   | Union républicaine  | Décès (Alexis Lambert)                                     |
| Édouard Lockroy                             |                   | Union républicaine       | Mars 1876             | Seine (17e arrondissement de Paris, Batignolles) | 30 avril 1876                | Pascal Duprat                        |                   | Gauche républicaine | Multiple élections (Édouard Lockroy)                       |
| Léon Gambetta                               |                   | Union républicaine       | Mars 1876             | Gironde (Bordeaux, 1re)                          | 30 avril 1876                | Alexandre-Étienne Simiot             |                   | Extrême gauche      | Multiple élections (Léon Gambetta)                         |
| Philippe Devoucoux                          |                   | Gauche républicaine      | Mars 1876             | Cher (Saint-Armand, 2e)                          | 30 avril 1876                | Eugène Rollet                        |                   | Extrême gauche      | Multiple élections (Philippe Devoucoux)                    |
| Denis Gavini                                |                   | Appel au peuple          | 28 mars 1876          | Corse (Corte)                                    | 14 mai 1876                  | Denis Gavini                         |                   | Appel au peuple     | Invalidation (Denis Gavini)                                |
| Julien de La Rochejaquelein                 |                   | Légitimiste              | 31 mars 1876          | Deux-Sèvres (Bressuire)                          | 21 mai 1876                  | Julien de La Rochejaquelein          |                   | Légitimiste         | Invalidation (Julien de La Rochejaquelein)                 |
| Gustave Cuneo d'Ornano                      |                   | Appel au peuple          | 5 avril 1876          | Charente (Cognac)                                | 21 mai 1876                  | Gustave Cuneo d'Ornano               |                   | Appel au peuple     | Invalidation (Gustave Cuneo d'Ornano)                      |
| Charles-Marie-Michel de Goyon               |                   | Appel au peuple          | 1er avril 1876        | Côtes-du-Nord (Guingamp, 2e)                     | 21 mai 1876                  | Charles-Marie-Michel de Goyon        |                   | Appel au peuple     | Invalidation (Charles-Marie-Michel de Goyon)               |
| Jean-Baptiste Veillet-Dufrêche              |                   | Constitutionnel          | 11 avril 1876         | Côtes-du-Nord (Loudéac)                          | 21 mai 1876                  | Ernest Louis Carré-Kérisouet         |                   | Centre gauche       | Invalidation (Jean-Baptiste Veillet-Dufrêche)              |
| Jules-Victor Peyrusse                       |                   | Appel au peuple          |                       | Gers (Auch)                                      | 21 mai 1876                  | Jules-Victor Peyrusse                |                   | Appel au peuple     | Invalidation (Jules-Victor Peyrusse)                       |
| Alexandre de Cardenau de Borda              |                   | Légitimiste              | 1er avril 1876        | Landes (Dax, 1re)                                | 21 mai 1876                  | Gustave Loustalot                    |                   | Gauche républicaine | Invalidation (Alexandre de Cardenau de Borda)              |
| Pierre Malartre                             |                   | Constitutionnel          | 20 mars 1876          | Haute-Loire (Yssengeaux)                         | 21 mai 1876                  | Pierre Malartre                      |                   | Constitutionnel     | Invalidation (Pierre Malartre)                             |
| Anatole de Cassagnes de Beaufort de Miramon |                   | Légitimiste              | 4 avril 1876          | Haute-Loire (Le Puy, 1re)                        | 21 mai 1876                  | Antoine-Léonce Guyot-Montpayroux     |                   | Centre gauche       | Invalidation (Anatole de Cassagnes de Beaufort de Miramon) |
| Alexandre Fairé                             |                   | Bonapartiste indépendant | 8 avril 1876          | Maine-et-Loire (Angers, 2e)                      | 21 mai 1876                  | Alexis Maillé                        |                   | Gauche républicaine | Invalidation (Alexandre Fairé)                             |
| Charles Chesnelong                          |                   | Légitimiste              | 7 avril 1876          | Basses-Pyrénées (Orthez)                         | 21 mai 1876                  | Louis Vignancour                     |                   | Gauche républicaine | Invalidation (Charles Chesnelong)                          |
| Alphonse-Alfred Haentjens                   |                   | Appel au peuple          | 27 mars 1876          | Sarthe (Le Mans, 2e)                             | 21 mai 1876                  | Alphonse-Alfred Haentjens            |                   | Appel au peuple     | Invalidation (Alphonse-Alfred Haentjens)                   |
| Octave de Boigne                            |                   | Constitutionnel          | 7 avril 1876          | Haute-Savoie (Thonon)                            | 21 mai 1876                  | André Folliet                        |                   | Gauche républicaine | Invalidation (Octave de Boigne)                            |
| Émile Aymé de La Chevrelière                |                   | Légitimiste              | 25 mars 1876          | Deux-Sèvres (Melle)                              | 21 mai 1876                  | Henri Giraud                         |                   | Centre gauche       | Invalidation (Émile Aymé de La Chevrelière)                |
| Charles-Marie de Faucigny-Lucinge           |                   | Légitimiste              | 29 mai 1876           | Côtes-du-Nord (Guingamp, 1re)                    | 27 août 1876                 | Jean-François Huon                   |                   | Gauche républicaine | Invalidation (Charles-Marie de Faucigny-Lucinge)           |
| Albert de Mun                               |                   | Légitimiste              | 13 juillet 1876       | Morbihan (Pontivy)                               | 27 août 1876                 | Albert de Mun                        |                   | Légitimiste         | Invalidation (Albert de Mun)                               |
| Ernest Cézanne                              |                   | Centre gauche            | 21 juin 1876          | Hautes-Alpes (Embrun)                            | 1er octobre 1876             | Barthélémy Ferrary                   |                   | NI / Républicain    | Décès (Ernest Cézanne)                                     |
| Camille Claude                              |                   | Gauche républicaine      | 19 août 1876          | Meurthe-et-Moselle (Toul)                        | 1er octobre 1876             | Joseph Petitbien                     |                   | Gauche républicaine | Décès (Camille Claude)                                     |
| Jules Derégnaucourt                         |                   | Union républicaine       | 24 avril 1876         | Nord (Lille, 3e)                                 | 16 juillet 1876              | Achille Scrépel                      |                   | Gauche républicaine | Décès (Jules Derégnaucourt)                                |
| Édouard Parsy                               |                   | Centre gauche            | 17 août 1876          | Nord (Cambrai, 2e)                               | 1er octobre 1876             | Pierre-Joseph Bertrand-Milcent       |                   | Gauche républicaine | Décès (Édouard Parsy)                                      |
| Louis Sébert                                |                   | Centre gauche            | 3 juillet 1876        | Oise (Senlis)                                    | 1er octobre 1876             | Franck Chauveau                      |                   | Centre gauche       | Décès (Louis Sébert)                                       |
| Jules-Victor Peyrusse                       |                   | Appel au peuple          | 7 juillet 1876        | Gers (Auch)                                      | 1er octobre 1876             | Jules-Victor Peyrusse                |                   | Appel au peuple     | Invalidation (Jules-Victor Peyrusse)                       |
| Charles Tron                                |                   | Appel au peuple          | 7 juillet 1876        | Haute-Garonne (Saint-Gaudiens, 2e)               | 1er octobre 1876             | Charles Tron                         |                   | Appel au peuple     | Invalidation (Charles Tron)                                |
| Eugène Servan                               |                   | Gauche républicaine      | 17 septembre 1876     | Drôme (Valence, 2e)                              | 19 novembre 1876             | Isidore Christophle                  |                   | Gauche républicaine | Décès (Eugène Servan)                                      |
| Jules Dufaure                               |                   | Centre gauche            | 12 août 1876          | Charente-Inférieure (Marennes)                   | 12 novembre 1876             | Frédéric Mestreau                    |                   | Gauche républicaine | Passage au Sénat (Jules Dufaure)                           |
| Jean du Demaine                             |                   | Légitimiste              | 16 novembre 1876      | Vaucluse (Avignon)                               | 1er février 1877             | Jean-Baptiste Saint-Martin           |                   | Extrême-gauche      | Invalidation (Jean du Demaine)                             |
| Pierre Sansas                               |                   | Gauche républicaine      | 5 janvier 1877        | Gironde (Bordeaux, 2e)                           | 8 avril 1877                 | Louis Mie                            |                   | Extrême gauche      | Décès (Pierre Sansas)                                      |
| François-Marie Le Pomellec                  |                   | Centre gauche            | 13 février 1877       | Ille-et-Vilaine (Saint-Malo, 2e)                 | 6 mai 1877                   | Eugène Durand                        |                   | Gauche républicaine | Décès (François-Marie Le Pomellec)                         |

## Résultats cumulés
|                        |                        | Extrême gauche         | 45 976  | 8,59   | 50 978  | 51,92 | 6             | 6             |  |  |
|                        | Union républicaine     | 47 625                 | 8,90    | 11 621 | 11,85   | 2     | 5             |               |  |  |
|                        | Gauche républicaine    | 115 840                | 21,64   | 17 368 | 17,71   | 13    | 8             |               |  |  |
|                        | Centre gauche          | 89 206                 | 16,67   |        |         | 5     | en stagnation |               |  |  |
|                        | Autres républicains    | 10 031                 | 1,87    | 153    | 0,16    | 2     | 2             |               |  |  |
| Total Républicains     | Total Républicains     | 308 678                | 57,67   | 80 060 | 81,63   | 28    | 11            |               |  |  |
|                        |                        | Monarchiste orléaniste | 5 240   | 0,98   | 5 136   | 5,24  | 0             | en stagnation |  |  |
|                        | Constitutionnel        | 30 398                 | 5,71    |        |         | 1     | 2             |               |  |  |
|                        | Légitimiste            | 84 037                 | 15,70   | 9 099  | 9,28    | 2     | 6             |               |  |  |
|                        | Appel au peuple        | 104 061                | 19,44   | 3 780  | 3,85    | 8     | 3             |               |  |  |
| Total Conservateurs    | Total Conservateurs    | 223 736                | 41,80   | 18 015 | 41,80   | 11    | 11            |               |  |  |
|                        | Autres                 | Autres                 | 2 810   | 0,52   |         |       | 0             | en stagnation |  |  |
|                        |                        |                        |         |        |         |       |               |               |  |  |
| Suffrages exprimés     | Suffrages exprimés     | Suffrages exprimés     | 535 224 | 99,00  | 98 075  | 98,21 |               |               |  |  |
| Votes blancs et nuls   | Votes blancs et nuls   | Votes blancs et nuls   | 5 417   | 1,00   | 1 787   | 1,79  |               |               |  |  |
| Total                  | Total                  | Total                  | 540 641 | 100    | 99 862  | 100   | 39            | en stagnation |  |  |
| Abstentions            | Abstentions            | Abstentions            | 194 222 | 26,5   | 53 397  | 34,81 |               |               |  |  |
| Inscrits/Participation | Inscrits/Participation | Inscrits/Participation | 734 863 | 73,57  | 153 259 | 65,19 |               |               |  |  |

## Élections partielles en 1876

### Deuxième circonscription de Lille
Léon Gambetta a été élu dans trois circonscriptions et a opté pour le 20e arrondissement de Paris. Des élections sont donc organisées le 16 avril 1876.
| Candidat       | Candidat           | Parti               | Premier tour | Premier tour |
| Candidat       | Candidat           | Parti               | Voix         | %            |
| -------------- | ------------------ | ------------------- | ------------ | ------------ |
|                | Gustave Masure élu | Union républicain   | 6 710        | 59,31        |
|                | Philibert Vrau     | Légitimiste         | 2 240        | 19,80        |
|                | Jules Dutilleul    | Extrême gauche      | 2 216        | 19,59        |
|                | Léon Watremez      | Gauche républicaine | 133          | 1,18         |
|                | Autres             |                     | 15           | 0,13         |
|                |                    |                     |              |              |
| Exprimés       | Exprimés           | Exprimés            | 11 314       | 98,96        |
| Blancs et nuls | Blancs et nuls     | Blancs et nuls      | 119          | 1,04         |
| Votants        | Votants            | Votants             | 11 433       | 71,80        |
| Abstention     | Abstention         | Abstention          | 4 491        | 28,20        |
| Inscrits       | Inscrits           | Inscrits            | 15 924       | 100,00       |

### Première circonscription de Marseille
Léon Gambetta a été élu dans trois circonscriptions et a opté pour le 20e arrondissement de Paris. Des élections sont donc organisées dans la première de Marseille le 16 avril 1876.
| Candidat       | Candidat                    | Parti               | Premier tour | Premier tour |
| Candidat       | Candidat                    | Parti               | Voix         | %            |
| -------------- | --------------------------- | ------------------- | ------------ | ------------ |
|                | Xavier Bouquet élu          | Extrême gauche      | 4 244        | 53,63        |
|                | Louis-Antoine Garnier-Pagès | Gauche républicaine | 1 938        | 24,49        |
|                | Louis Delpech               | Union républicain   | 1 732        | 21,89        |
|                |                             |                     |              |              |
| Exprimés       | Exprimés                    | Exprimés            | 7 914        | 97,16        |
| Blancs et nuls | Blancs et nuls              | Blancs et nuls      | 231          | 2,84         |
| Votants        | Votants                     | Votants             | 8 145        | 56,41        |
| Abstention     | Abstention                  | Abstention          | 6 295        | 43,59        |
| Inscrits       | Inscrits                    | Inscrits            | 14 440       | 100,00       |

### Première circonscription de Saint-Denis
Louis Blanc a été élu dans deux circonscriptions et a opté pour le 12e arrondissement de Paris. Des élections sont donc organisées dans celle de Saint-Denis les 9 et 23 avril 1876.
| Candidat       | Candidat                   | Parti                      | Premier tour | Premier tour | Second tour | Second tour |
| Candidat       | Candidat                   | Parti                      | Voix         | %            | Voix        | %           |
| -------------- | -------------------------- | -------------------------- | ------------ | ------------ | ----------- | ----------- |
|                | Camille Sée élu            | Gauche républicaine        | 5 368        | 41,46        | 6 308       | 52,26       |
|                | Édouard Bonnet-Duverdier   | Extrême gauche             | 3 027        | 23,38        | 5 763       | 47,74       |
|                | Philippe-Marie Courvoisier | Centre gauche              | 2 112        | 16,31        |             |             |
|                | Emmanuel Félix de Wimpffen | Union républicaine         | 1 717        | 13,26        |             |             |
|                | Jean Barberet              | Socialiste et Syndicaliste | 455          | 3,51         |             |             |
|                | Autres                     |                            | 269          | 2,08         |             |             |
|                |                            |                            |              |              |             |             |
| Exprimés       | Exprimés                   | Exprimés                   | 12 948       | 98,01        | 12 071      | 96,05       |
| Blancs et nuls | Blancs et nuls             | Blancs et nuls             | 263          | 1,99         | 496         | 3,95        |
| Votants        | Votants                    | Votants                    | 13 211       | 69,99        | 12 567      | 66,58       |
| Abstention     | Abstention                 | Abstention                 | 5 665        | 30,01        | 6 309       | 33,42       |
| Inscrits       | Inscrits                   | Inscrits                   | 18 876       | 100,00       | 18 876      | 100,00      |

### Circonscription du treizième arrondissement de Paris, Gobelins
Louis Blanc a été élu dans deux circonscriptions et a opté pour le 12e arrondissement de Paris. Des élections sont donc organisées dans celle du 13e arrondissement les 9 et 23 avril 1876.
| Candidat       | Candidat                  | Parti           | Premier tour | Premier tour | Second tour | Second tour |
| Candidat       | Candidat                  | Parti           | Voix         | %            | Voix        | %           |
| -------------- | ------------------------- | --------------- | ------------ | ------------ | ----------- | ----------- |
|                | François Cantagrel élu    | Extrême gauche  | 3 800        | 41,43        | 5 586       | 67,96       |
|                | Armand de Revel du Perron | Appel au peuple | 1 051        | 11,46        | 1 251       | 15,22       |
|                | Habay                     | Extrême gauche  | 1 742        | 18,99        | 1 228       | 14,94       |
|                | Couteleau                 | Républicain     |              |              | 153         | 1,86        |
|                | Georges Martin            | Extrême gauche  | 1 499        | 16,34        |             |             |
|                | Charles Pernolet          | Centre gauche   | 907          | 9,89         |             |             |
|                | Autres                    |                 | 174          | 1,90         |             |             |
|                |                           |                 |              |              |             |             |
| Exprimés       | Exprimés                  | Exprimés        | 9 173        | 98,03        | 8 218       | 95,19       |
| Blancs et nuls | Blancs et nuls            | Blancs et nuls  | 184          | 1,97         | 415         | 4,81        |
| Votants        | Votants                   | Votants         | 9 357        | 74,11        | 8 633       | 68,39       |
| Abstention     | Abstention                | Abstention      | 3 269        | 25,89        | 3 990       | 31,61       |
| Inscrits       | Inscrits                  | Inscrits        | 12 626       | 100,00       | 12 623      | 100,00      |

### Deuxième circonscription de Montauban
Adrien Joseph Prax-Paris a été élu dans la 1re et dans la 2e circonscription de Montauban et a opté pour le 1re arrondissement de Montauban. Des élections sont donc organisées dans la 2e circonscription le 23 avril 1876.
| Candidat       | Candidat                     | Parti          | Premier tour | Premier tour |
| Candidat       | Candidat                     | Parti          | Voix         | %            |
| -------------- | ---------------------------- | -------------- | ------------ | ------------ |
|                | Léon Pagès élu               | Centre gauche  | 6 487        | 52,03        |
|                | Albert Lachaud de Loqueyssie | Bonaparte      | 5 981        | 47,97        |
|                |                              |                |              |              |
| Exprimés       | Exprimés                     | Exprimés       | 12 468       | 99,46        |
| Blancs et nuls | Blancs et nuls               | Blancs et nuls | 68           | 0,54         |
| Votants        | Votants                      | Votants        | 12 536       | 84,83        |
| Abstention     | Abstention                   | Abstention     | 2 242        | 15,17        |
| Inscrits       | Inscrits                     | Inscrits       | 14 778       | 100,00       |

### Circonscription du dix-septième arrondissement de Paris, Batignolles
Édouard Lockroy a été élu dans deux circonscriptions et a opté pour la 1re circonscription d'Aix. Des élections sont donc organisées dans le 17e arrondissement les 16 et 30 avril 1876.
| Candidat       | Candidat             | Parti               | Premier tour | Premier tour | Second tour | Second tour |
| Candidat       | Candidat             | Parti               | Voix         | %            | Voix        | %           |
| -------------- | -------------------- | ------------------- | ------------ | ------------ | ----------- | ----------- |
|                | Pascal Duprat élu    | Gauche républicaine | 5 211        | 35,96        | 6 005       | 41,44       |
|                | Edme Charles Chabert | Extrême gauche      | 3 963        | 27,35        | 5 578       | 39,92       |
|                | Desprès              | Appel au peuple     | 2 044        | 14,11        | 2 529       | 17,45       |
|                | Severiano de Hérédia | Union républicaine  | 2 209        | 15,24        |             |             |
|                | De Carbonnel         | Légitimiste         | 913          | 6,30         |             |             |
|                | Autres               |                     | 151          | 1,04         |             |             |
|                |                      |                     |              |              |             |             |
| Exprimés       | Exprimés             | Exprimés            | 14 491       | 99,86        | 14 112      | 98,90       |
| Blancs et nuls | Blancs et nuls       | Blancs et nuls      | 20           | 0,14         | 157         | 1,10        |
| Votants        | Votants              | Votants             | 14 511       | 70,64        | 14 269      | 69,46       |
| Abstention     | Abstention           | Abstention          | 6 032        | 29,36        | 6 274       | 30,54       |
| Inscrits       | Inscrits             | Inscrits            | 20 543       | 100,00       | 20 543      | 100,00      |

### Première circonscription de Bordeaux
Léon Gambetta a été élu dans trois circonscriptions et a opté pour le 20e arrondissement de Paris. Des élections sont donc organisées dans celle de Bordeaux les 16 et 30 avril 1876.
| Candidat       | Candidat                     | Parti               | Premier tour | Premier tour | Second tour | Second tour |
| Candidat       | Candidat                     | Parti               | Voix         | %            | Voix        | %           |
| -------------- | ---------------------------- | ------------------- | ------------ | ------------ | ----------- | ----------- |
|                | Alexandre-Étienne Simiot élu | Extrême gauche      | 5 277        | 46,69        | 6 434       | 56,02       |
|                | David Raynal                 | Gauche républicaine | 5 831        | 51,59        | 5 055       | 44,01       |
|                | Autres                       |                     | 194          | 1,72         |             |             |
|                |                              |                     |              |              |             |             |
| Exprimés       | Exprimés                     | Exprimés            | 11 302       | 99,24        | 11 486      | 99,69       |
| Blancs et nuls | Blancs et nuls               | Blancs et nuls      | 87           | 0,76         | 36          | 0,31        |
| Votants        | Votants                      | Votants             | 11 389       | 47,47        | 11 525      | 48,05       |
| Abstention     | Abstention                   | Abstention          | 12 604       | 52,53        | 12 461      | 51,95       |
| Inscrits       | Inscrits                     | Inscrits            | 23 993       | 100,00       | 23 986      | 100,00      |

### Deuxième circonscription de Saint-Armand
Philippe Devoucoux ayant été élu dans deux circonscriptions du Cher, la 1re de Bourges et la 2e Saint-Armand, il opte pour la première. Des élections sont donc organisées dans celle de Saint-Armand les 16 et 30 avril 1876.
| Candidat       | Candidat                 | Parti          | Premier tour | Premier tour | Second tour | Second tour |
| Candidat       | Candidat                 | Parti          | Voix         | %            | Voix        | %           |
| -------------- | ------------------------ | -------------- | ------------ | ------------ | ----------- | ----------- |
|                | Eugène Rollet élu        | Extrême gauche | 5 149        | 41,65        | 6 700       | 56,61       |
|                | Rafelis de Saint-Sauveur | Orléans        | 5 240        | 42,38        | 5 136       | 43,39       |
|                | Dindeau                  | Centre gauche  | 1 974        | 15,97        |             |             |
|                | Autres                   |                | ?            |              |             |             |
|                |                          |                |              |              |             |             |
| Exprimés       | Exprimés                 | Exprimés       |              |              | 11 836      | 99,46       |
| Blancs et nuls | Blancs et nuls           | Blancs et nuls | ?            |              | 64          | 0,54        |
| Votants        | Votants                  | Votants        | 12 363       | 80,49        | 11 900      | 77,48       |
| Abstention     | Abstention               | Abstention     | 2 996        | 19,51        | 3 459       | 22,52       |
| Inscrits       | Inscrits                 | Inscrits       | 15 359       | 100,00       | 15 359      | 100,00      |

### Circonscription d'Ajaccio
Eugène Rouher a été élu dans trois circonscription et a opté pour celle la 1re circonscription de Riom. Des élections sont donc organisées dans celle d'Ajaccio le 14 mai 1876.
| Candidat       | Candidat                      | Parti               | Premier tour | Premier tour |
| Candidat       | Candidat                      | Parti               | Voix         | %            |
| -------------- | ----------------------------- | ------------------- | ------------ | ------------ |
|                | Napoléon-Jérôme Bonaparte élu | République          | 6 046        | 61,85        |
|                | Dominique François Ceccaldi   | Gauche républicaine | 2 880        | 29,46        |
|                | Charles Abbatucci             | Bonaparte           | 600          | 6,14         |
|                | Paul Multedo                  | Bonaparte           | 250          | 2,56         |
|                |                               |                     |              |              |
| Exprimés       | Exprimés                      | Exprimés            | 9 776        | 91,14        |
| Blancs et nuls | Blancs et nuls                | Blancs et nuls      | 950          | 8,86         |
| Votants        | Votants                       | Votants             | 10 726       | 57,43        |
| Abstention     | Abstention                    | Abstention          | 7 950        | 42,57        |
| Inscrits       | Inscrits                      | Inscrits            | 18 676       | 100,00       |

### Circonscription de Bastia
Eugène Rouher a été élu dans trois circonscription et a opté pour celle la 1re circonscription de Riom. Des élections sont donc organisées dans celle de Bastia le 14 mai 1876.
| Candidat       | Candidat                                 | Parti          | Premier tour | Premier tour |
| Candidat       | Candidat                                 | Parti          | Voix         | %            |
| -------------- | ---------------------------------------- | -------------- | ------------ | ------------ |
|                | François Xavier Joseph de Casabianca élu | Bonaparte      | 9 418        | 92,01        |
|                | Autres                                   |                | 818          | 7,99         |
|                |                                          |                |              |              |
| Exprimés       | Exprimés                                 | Exprimés       | 10 236       | 99,89        |
| Blancs et nuls | Blancs et nuls                           | Blancs et nuls | 11           | 0,11         |
| Votants        | Votants                                  | Votants        | 10 247       | 50,28        |
| Abstention     | Abstention                               | Abstention     | 10 131       | 49,72        |
| Inscrits       | Inscrits                                 | Inscrits       | 20 378       | 100,00       |

### Circonscription de Corte
Denis Gavini a été élu le 20 février 1876 mais il fut invalidé par la Chambre. Des élections sont donc organisées dans celle de Corte le 14 mai 1876.
| Candidat       | Candidat                   | Parti          | Premier tour | Premier tour |
| Candidat       | Candidat                   | Parti          | Voix         | %            |
| -------------- | -------------------------- | -------------- | ------------ | ------------ |
|                | Denis Gavini sortant réélu | Bonaparte      | 6 849        | 59,37        |
|                | Léonard Limperani          | Centre gauche  | 4 676        | 40,53        |
|                |                            |                |              |              |
| Exprimés       | Exprimés                   | Exprimés       | 11 525       | 99,90        |
| Blancs et nuls | Blancs et nuls             | Blancs et nuls | 11           | 0,10         |
| Votants        | Votants                    | Votants        | 11 536       | 70,50        |
| Abstention     | Abstention                 | Abstention     | 4 828        | 29,50        |
| Inscrits       | Inscrits                   | Inscrits       | 16 364       | 100,00       |

### Circonscription de Bressuire
Julien de La Rochejaquelein a été élu le 5 mars 1876 mais il fut invalidé par la Chambre. Des élections sont donc organisées dans celle de Bressuire le 14 mai 1876.
| Candidat       | Candidat                                  | Parti               | Premier tour | Premier tour |
| Candidat       | Candidat                                  | Parti               | Voix         | %            |
| -------------- | ----------------------------------------- | ------------------- | ------------ | ------------ |
|                | Julien de La Rochejaquelein sortant réélu | Légitimiste         | 8 940        | 50,06        |
|                | Bathilde Bernard                          | Gauche républicaine | 8 918        | 49,94        |
|                |                                           |                     |              |              |
| Exprimés       | Exprimés                                  | Exprimés            | 17 858       | 99,58        |
| Blancs et nuls | Blancs et nuls                            | Blancs et nuls      | 76           | 0,42         |
| Votants        | Votants                                   | Votants             | 17 934       | 81,63        |
| Abstention     | Abstention                                | Abstention          | 4 035        | 18,37        |
| Inscrits       | Inscrits                                  | Inscrits            | 21 969       | 100,00       |

### Circonscription de Cognac
Gustave Cuneo d'Ornano a été élu le 5 mars 1876 mais il fut invalidé par la Chambre. Des élections sont donc organisées dans celle de Cognac le 14 mai 1876.
| Candidat       | Candidat                             | Parti          | Premier tour | Premier tour |
| Candidat       | Candidat                             | Parti          | Voix         | %            |
| -------------- | ------------------------------------ | -------------- | ------------ | ------------ |
|                | Gustave Cuneo d'Ornano sortant réélu | Bonaparte      | 9 496        | 58,90        |
|                | Oscar Planat                         | Centre gauche  | 6 627        | 41,10        |
|                |                                      |                |              |              |
| Exprimés       | Exprimés                             | Exprimés       | 16 123       | 97,92        |
| Blancs et nuls | Blancs et nuls                       | Blancs et nuls | 343          | 2,08         |
| Votants        | Votants                              | Votants        | 16 465       | 78,55        |
| Abstention     | Abstention                           | Abstention     | 4 495        | 21,55        |
| Inscrits       | Inscrits                             | Inscrits       | 20 960       | 100,00       |

### Deuxième circonscription de Guingamp
Charles-Marie-Michel de Goyon a été élu le 5 mars 1876 mais il fut invalidé par la Chambre. Des élections sont donc organisées dans celle de Guingamp le 21 mai 1876.
| Candidat       | Candidat                                    | Parti          | Premier tour | Premier tour |
| Candidat       | Candidat                                    | Parti          | Voix         | %            |
| -------------- | ------------------------------------------- | -------------- | ------------ | ------------ |
|                | Charles-Marie-Michel de Goyon sortant réélu | Bonaparte      | 7 038        | 90,02        |
|                | Thomas                                      | République     | 780          | 9,98         |
|                |                                             |                |              |              |
| Exprimés       | Exprimés                                    | Exprimés       | 7 818        | 98,62        |
| Blancs et nuls | Blancs et nuls                              | Blancs et nuls | 109          | 1,38         |
| Votants        | Votants                                     | Votants        | 7 927        | 52,43        |
| Abstention     | Abstention                                  | Abstention     | 7 191        | 47,57        |
| Inscrits       | Inscrits                                    | Inscrits       | 15 118       | 100,00       |

### Circonscription de Loudéac
Jean-Baptiste Veillet-Dufrêche a été élu le 5 mars 1876 mais il fut invalidé par la Chambre. Des élections sont donc organisées dans celle de Loudéac le 21 mai 1876.
| Candidat       | Candidat                               | Parti          | Premier tour | Premier tour |
| Candidat       | Candidat                               | Parti          | Voix         | %            |
| -------------- | -------------------------------------- | -------------- | ------------ | ------------ |
|                | Ernest Carré-Kérisouet élu             | Centre gauche  | 10 213       | 54,51        |
|                | Jean-Baptiste Veillet-Dufrêche sortant | Orléans        | 8 524        | 45,49        |
|                |                                        |                |              |              |
| Exprimés       | Exprimés                               | Exprimés       | 18 737       | 99,87        |
| Blancs et nuls | Blancs et nuls                         | Blancs et nuls | 24           | 0,13         |
| Votants        | Votants                                | Votants        | 18 761       | 79,17        |
| Abstention     | Abstention                             | Abstention     | 4 937        | 20,83        |
| Inscrits       | Inscrits                               | Inscrits       | 23 698       | 100,00       |

### Circonscription d'Auch
Jules-Victor Peyrusse a été élu le 5 mars 1876 mais il fut invalidé par la Chambre. Des élections sont donc organisées dans celle d'Auch le 21 mai 1876.
| Candidat       | Candidat                            | Parti             | Premier tour | Premier tour |
| Candidat       | Candidat                            | Parti             | Voix         | %            |
| -------------- | ----------------------------------- | ----------------- | ------------ | ------------ |
|                | Jules-Victor Peyrusse sortant réélu | Bonaparte         | 7 851        | 50,29        |
|                | Jean David                          | Union républicain | 7 762        | 49,71        |
|                |                                     |                   |              |              |
| Exprimés       | Exprimés                            | Exprimés          | 15 613       | 99,43        |
| Blancs et nuls | Blancs et nuls                      | Blancs et nuls    | 96           | 0,56         |
| Votants        | Votants                             | Votants           | 16 981       | 85,74        |
| Abstention     | Abstention                          | Abstention        | 1 341        | 14,26        |
| Inscrits       | Inscrits                            | Inscrits          | 18 322       | 100,00       |

### Première circonscription de Dax
Alexandre de Cardenau de Borda a été élu le 5 mars 1876 mais il fut invalidé par la Chambre. Des élections sont donc organisées dans celle de Dax le 21 mai 1876.
| Candidat       | Candidat                               | Parti               | Premier tour | Premier tour |
| Candidat       | Candidat                               | Parti               | Voix         | %            |
| -------------- | -------------------------------------- | ------------------- | ------------ | ------------ |
|                | Gustave Loustalot élu                  | Gauche républicaine | 6 066        | 54,59        |
|                | Alexandre de Cardenau de Borda sortant | Légitimiste         | 5 046        | 45,41        |
|                |                                        |                     |              |              |
| Exprimés       | Exprimés                               | Exprimés            | 11 112       | 92,13        |
| Blancs et nuls | Blancs et nuls                         | Blancs et nuls      | 949          | 7,87         |
| Votants        | Votants                                | Votants             | 12 061       | 83,56        |
| Abstention     | Abstention                             | Abstention          | 2 373        | 16,44        |
| Inscrits       | Inscrits                               | Inscrits            | 14 434       | 100,00       |

### Circonscription d'Yssengeaux
Pierre Malartre a été élu le 5 mars 1876 mais il fut invalidé par la Chambre. Des élections sont donc organisées dans celle d'Yssengeaux le 21 mai 1876.
| Candidat       | Candidat                      | Parti             | Premier tour | Premier tour |
| Candidat       | Candidat                      | Parti             | Voix         | %            |
| -------------- | ----------------------------- | ----------------- | ------------ | ------------ |
|                | Pierre Malartre sortant réélu | Orléans           | 9 393        | 55,69        |
|                | Fleury Binachon               | Union républicain | 7 775        | 44,31        |
|                | Félix Experton                | République        | 380          | 2,17         |
|                |                               |                   |              |              |
| Exprimés       | Exprimés                      | Exprimés          | 17 548       | 98,75        |
| Blancs et nuls | Blancs et nuls                | Blancs et nuls    | 223          | 1,25         |
| Votants        | Votants                       | Votants           | 17 771       | 78,92        |
| Abstention     | Abstention                    | Abstention        | 4 748        | 21,08        |
| Inscrits       | Inscrits                      | Inscrits          | 22 519       | 100,00       |

### Première circonscription de Le Puy
Anatole de Cassagnes de Beaufort de Miramon est élu le 5 mars 1876 mais il est invalidé par la Chambre. Une nouvelle élection a lieu le 21 mai.
| Candidat       | Candidat                      | Parti               | Premier tour | Premier tour |
| Candidat       | Candidat                      | Parti               | Voix         | %            |
| -------------- | ----------------------------- | ------------------- | ------------ | ------------ |
|                | Antoine Guyot-Montpayroux élu | Centre gauche       | 7 036        | 50,08        |
|                | Anatole de Miramon sortant    | Légitimiste         | 4 983        | 35,47        |
|                | Charles Jouve                 | Gauche républicaine | 2 030        | 14,45        |
|                |                               |                     |              |              |
| Exprimés       | Exprimés                      | Exprimés            | 14 049       | 99,83        |
| Blancs et nuls | Blancs et nuls                | Blancs et nuls      | 24           | 0,17         |
| Votants        | Votants                       | Votants             | 14 073       | 71,46        |
| Abstention     | Abstention                    | Abstention          | 5 620        | 28,54        |
| Inscrits       | Inscrits                      | Inscrits            | 19 693       | 100,00       |

### Deuxième circonscription d'Angers
Alexandre Fairé est élu le 5 mars 1876 mais il est invalidé par la Chambre. Une nouvelle élection a lieu le 21 mai.
| Candidat       | Candidat                | Parti               | Premier tour | Premier tour |
| Candidat       | Candidat                | Parti               | Voix         | %            |
| -------------- | ----------------------- | ------------------- | ------------ | ------------ |
|                | Alexis Maillé élu       | Gauche républicaine | 9 786        | 50,52        |
|                | Alexandre Fairé sortant | Légitimiste         | 9 584        | 49,48        |
|                |                         |                     |              |              |
| Exprimés       | Exprimés                | Exprimés            | 19 370       | 99,58        |
| Blancs et nuls | Blancs et nuls          | Blancs et nuls      | 81           | 0,42         |
| Votants        | Votants                 | Votants             | 19 451       | 80,82        |
| Abstention     | Abstention              | Abstention          | 4 617        | 19,18        |
| Inscrits       | Inscrits                | Inscrits            | 24 068       | 100,00       |

### Circonscription d'Orthez
Charles Chesnelong est élu le 5 mars 1876 mais il est invalidé par la Chambre. Une nouvelle élection a lieu le 21 mai.
| Candidat       | Candidat                   | Parti               | Premier tour | Premier tour |
| Candidat       | Candidat                   | Parti               | Voix         | %            |
| -------------- | -------------------------- | ------------------- | ------------ | ------------ |
|                | Louis Vignancour élu       | Gauche républicaine | 9 042        | 50,65        |
|                | Charles Chesnelong sortant | Légitimiste         | 8 809        | 49,35        |
|                |                            |                     |              |              |
| Exprimés       | Exprimés                   | Exprimés            | 17 851       | 99,88        |
| Blancs et nuls | Blancs et nuls             | Blancs et nuls      | 21           | 0,12         |
| Votants        | Votants                    | Votants             | 17 872       | 90,14        |
| Abstention     | Abstention                 | Abstention          | 1 955        | 9,86         |
| Inscrits       | Inscrits                   | Inscrits            | 19 827       | 100,00       |

### Deuxième circonscription de Le Mans
Alphonse-Alfred Haentjens est élu le 5 mars 1876 mais il est invalidé par la Chambre. Une nouvelle élection a lieu le 21 mai. 
| Candidat       | Candidat                                | Parti               | Premier tour | Premier tour |
| Candidat       | Candidat                                | Parti               | Voix         | %            |
| -------------- | --------------------------------------- | ------------------- | ------------ | ------------ |
|                | Alphonse-Alfred Haentjens sortant réélu | Bonaparte           | 11 233       | 56,63        |
|                | Louis Cordelet                          | Gauche républicaine | 8 604        | 43,37        |
|                |                                         |                     |              |              |
| Exprimés       | Exprimés                                | Exprimés            | 19 837       | 99,73        |
| Blancs et nuls | Blancs et nuls                          | Blancs et nuls      | 53           | 0,27         |
| Votants        | Votants                                 | Votants             | 19 890       | 81,51        |
| Abstention     | Abstention                              | Abstention          | 4 513        | 18,49        |
| Inscrits       | Inscrits                                | Inscrits            | 24 403       | 100,00       |

### Circonscription de Thonon
Octave de Boigne est élu le 5 mars 1876 mais il est invalidé par la Chambre. Une nouvelle élection a lieu le 21 mai.
| Candidat       | Candidat                 | Parti               | Premier tour | Premier tour |
| Candidat       | Candidat                 | Parti               | Voix         | %            |
| -------------- | ------------------------ | ------------------- | ------------ | ------------ |
|                | André Folliet élu        | Gauche républicaine | 7 943        | 53,83        |
|                | Octave de Boigne sortant | Orléans             | 6 814        | 46,17        |
|                |                          |                     |              |              |
| Exprimés       | Exprimés                 | Exprimés            | 14 757       | 99,91        |
| Blancs et nuls | Blancs et nuls           | Blancs et nuls      | 14           | 0,09         |
| Votants        | Votants                  | Votants             | 14 771       | 83,83        |
| Abstention     | Abstention               | Abstention          | 2 849        | 16,17        |
| Inscrits       | Inscrits                 | Inscrits            | 17 620       | 100,00       |

### Circonscription de Melle
Émile Aymé de La Chevrelière est élu le 5 mars 1876 mais il est invalidé par la Chambre. Une nouvelle élection a lieu le 21 mai.
| Candidat       | Candidat                             | Parti          | Premier tour | Premier tour |
| Candidat       | Candidat                             | Parti          | Voix         | %            |
| -------------- | ------------------------------------ | -------------- | ------------ | ------------ |
|                | Henri Giraud élu                     | Centre gauche  | 10 448       | 52,62        |
|                | Émile Aymé de La Chevrelière sortant | Légitimiste    | 9 406        | 47,38        |
|                |                                      |                |              |              |
| Exprimés       | Exprimés                             | Exprimés       | 19 854       | 99,15        |
| Blancs et nuls | Blancs et nuls                       | Blancs et nuls | 171          | 0,85         |
| Votants        | Votants                              | Votants        | 20 025       | 84,68        |
| Abstention     | Abstention                           | Abstention     | 3 622        | 15,32        |
| Inscrits       | Inscrits                             | Inscrits       | 23 647       | 100,00       |

### Troisième circonscription de Lille
Jules Derégnaucourt est élu le 5 mars 1876 mais il décède le 24 avril. Une nouvelle élection a lieu le 16 juillet.
| Candidat       | Candidat            | Parti               | Premier tour | Premier tour |
| Candidat       | Candidat            | Parti               | Voix         | %            |
| -------------- | ------------------- | ------------------- | ------------ | ------------ |
|                | Achille Scrépel élu | Gauche républicaine | 5 286        | 55,60        |
|                | Pierre Catteau      | Bonaparte           | 4 221        | 44,40        |
|                |                     |                     |              |              |
| Exprimés       | Exprimés            | Exprimés            | 9 507        | 99,35        |
| Blancs et nuls | Blancs et nuls      | Blancs et nuls      | 62           | 0,65         |
| Votants        | Votants             | Votants             | 9 569        | 83,98        |
| Abstention     | Abstention          | Abstention          | 1 826        | 16,02        |
| Inscrits       | Inscrits            | Inscrits            | 11 395       | 100,00       |

### Première circonscription de Guingamp
Charles-Marie de Faucigny-Lucinge est élu le 5 mars 1876 mais il est invalidé par la Chambre. Une nouvelle élection a lieu le 27 août.
| Candidat       | Candidat                                  | Parti               | Premier tour | Premier tour |
| Candidat       | Candidat                                  | Parti               | Voix         | %            |
| -------------- | ----------------------------------------- | ------------------- | ------------ | ------------ |
|                | Jean-François Huon élu                    | Gauche républicaine | 6 324        | 52,02        |
|                | Charles-Marie de Faucigny-Lucinge sortant | Légitimiste         | 5 834        | 47,98        |
|                |                                           |                     |              |              |
| Exprimés       | Exprimés                                  | Exprimés            | 12 158       | 99,88        |
| Blancs et nuls | Blancs et nuls                            | Blancs et nuls      | 15           | 0,12         |
| Votants        | Votants                                   | Votants             | 12 173       | 75,50        |
| Abstention     | Abstention                                | Abstention          | 3 950        | 24,50        |
| Inscrits       | Inscrits                                  | Inscrits            | 16 123       | 100,00       |

### Circonscription de Pontivy
Albert de Mun est élu le 5 mars 1876 mais il est invalidé par la Chambre. Une nouvelle élection a lieu le 27 août.
| Candidat       | Candidat                    | Parti          | Premier tour | Premier tour |
| Candidat       | Candidat                    | Parti          | Voix         | %            |
| -------------- | --------------------------- | -------------- | ------------ | ------------ |
|                | Albert de Mun sortant réélu | Légitimiste    | 9 789        | 50,84        |
|                | Louis Joachim Le Maguet     | Centre gauche  | 9 466        | 49,16        |
|                |                             |                |              |              |
| Exprimés       | Exprimés                    | Exprimés       | 19 255       | 99,90        |
| Blancs et nuls | Blancs et nuls              | Blancs et nuls | 19           | 0,10         |
| Votants        | Votants                     | Votants        | 19 274       | 55,88        |
| Abstention     | Abstention                  | Abstention     | 4 709        | 44,12        |
| Inscrits       | Inscrits                    | Inscrits       | 23 983       | 100,00       |

### Circonscription d'Embrun
Ernest Cézanne est élu le 20 février 1876 mais il décède le 21 juin. Une nouvelle élection a lieu le 1re octobre.
| Candidat       | Candidat               | Parti          | Premier tour | Premier tour |
| Candidat       | Candidat               | Parti          | Voix         | %            |
| -------------- | ---------------------- | -------------- | ------------ | ------------ |
|                | Barthélémy Ferrary élu | République     | 2 825        | 50,27        |
|                | de Prunières           | Légitimiste    | 2 795        | 49,73        |
|                |                        |                |              |              |
| Exprimés       | Exprimés               | Exprimés       | 5 620        | 99,75        |
| Blancs et nuls | Blancs et nuls         | Blancs et nuls | 14           | 0,25         |
| Votants        | Votants                | Votants        | 5 636        | 77,24        |
| Abstention     | Abstention             | Abstention     | 1 674        | 22,76        |
| Inscrits       | Inscrits               | Inscrits       | 7 297        | 100,00       |

### Circonscription de Toul
Camille Claude a été élu le 20 février 1876. Il décède le 19 août. Une nouvelle élection a lieu le 1re octobre.
| Candidat       | Candidat             | Parti               | Premier tour | Premier tour |
| Candidat       | Candidat             | Parti               | Voix         | %            |
| -------------- | -------------------- | ------------------- | ------------ | ------------ |
|                | Joseph Petitbien élu | Gauche républicaine | 8 450        | 64,56        |
|                | Claude               | Constitutionnel     | 4 638        | 35,44        |
|                |                      |                     |              |              |
| Exprimés       | Exprimés             | Exprimés            | 13 088       | 97,67        |
| Blancs et nuls | Blancs et nuls       | Blancs et nuls      | 313          | 2,34         |
| Votants        | Votants              | Votants             | 13 401       | 71,13        |
| Abstention     | Abstention           | Abstention          | 4 677        | 28,87        |
| Inscrits       | Inscrits             | Inscrits            | 18 078       | 100,00       |

### Deuxième circonscription de Cambrai
Édouard Parsy a été élu le 5 mars 1876. Il décède le 17 août. Une nouvelle élection a lieu le 1re octobre. 
| Candidat       | Candidat           | Parti               | Premier tour | Premier tour |
| Candidat       | Candidat           | Parti               | Voix         | %            |
| -------------- | ------------------ | ------------------- | ------------ | ------------ |
|                | Pierre Milcent élu | Gauche républicaine | 11 671       | 83,28        |
|                | Camille Lestoquoy  | Bonaparte           | 1 433        | 10,23        |
|                | Autres             |                     | 910          | 6,49         |
|                |                    |                     |              |              |
| Exprimés       | Exprimés           | Exprimés            | 14 014       | 99,45        |
| Blancs et nuls | Blancs et nuls     | Blancs et nuls      | 77           | 0,55         |
| Votants        | Votants            | Votants             | 14 091       | 55,88        |
| Abstention     | Abstention         | Abstention          | 11 125       | 44,12        |
| Inscrits       | Inscrits           | Inscrits            | 25 216       | 100,00       |

### Circonscription de Senlis
Louis Sébert a été élu le 20 février 1876. Il décède le 3 juillet. Une nouvelle élection a lieu le 1re octobre. 
| Candidat       | Candidat            | Parti          | Premier tour | Premier tour |
| Candidat       | Candidat            | Parti          | Voix         | %            |
| -------------- | ------------------- | -------------- | ------------ | ------------ |
|                | Franck Chauveau élu | Centre gauche  | 10 022       | 50,82        |
|                | Alexis Picard       | Bonaparte      | 9 699        | 49,18        |
|                |                     |                |              |              |
| Exprimés       | Exprimés            | Exprimés       | 19 721       | 99,03        |
| Blancs et nuls | Blancs et nuls      | Blancs et nuls | 193          | 0,97         |
| Votants        | Votants             | Votants        | 19 914       | 82,27        |
| Abstention     | Abstention          | Abstention     | 4 293        | 17,73        |
| Inscrits       | Inscrits            | Inscrits       | 24 207       | 100,00       |

### Circonscription d'Auch
Jules-Victor Peyrusse a été élu le 21 mai 1876 mais il y a eu une erreur de calcul de résultat. Des élections sont donc organisées dans celle d'Auch le 1re octobre 1876.
| Candidat       | Candidat                            | Parti             | Premier tour | Premier tour |
| Candidat       | Candidat                            | Parti             | Voix         | %            |
| -------------- | ----------------------------------- | ----------------- | ------------ | ------------ |
|                | Jules-Victor Peyrusse sortant réélu | Bonaparte         | 8 111        | 51,93        |
|                | Jean David                          | Union républicain | 7 509        | 48,07        |
|                |                                     |                   |              |              |
| Exprimés       | Exprimés                            | Exprimés          | 15 620       | 99,47        |
| Blancs et nuls | Blancs et nuls                      | Blancs et nuls    | 84           | 0,53         |
| Votants        | Votants                             | Votants           | 15 704       | 86,30        |
| Abstention     | Abstention                          | Abstention        | 2 493        | 13,70        |
| Inscrits       | Inscrits                            | Inscrits          | 18 197       | 100,00       |

### Deuxième circonscription de Saint-Gaudiens
Charles Tron a été élu le 5 mars 1876 mais il fut invalidé par la Chambre le 7 juillet. Des élections sont donc organisées le 1re octobre 1876.
| Candidat       | Candidat                   | Parti               | Premier tour | Premier tour |
| Candidat       | Candidat                   | Parti               | Voix         | %            |
| -------------- | -------------------------- | ------------------- | ------------ | ------------ |
|                | Charles Tron sortant réélu | Bonaparte           | 6 790        | 53,63        |
|                | Victor Camparan            | Gauche républicaine | 5 872        | 46,37        |
|                |                            |                     |              |              |
| Exprimés       | Exprimés                   | Exprimés            | 12 662       | 98,61        |
| Blancs et nuls | Blancs et nuls             | Blancs et nuls      | 179          | 1,39         |
| Votants        | Votants                    | Votants             | 12 841       | 74,44        |
| Abstention     | Abstention                 | Abstention          | 4 409        | 25,56        |
| Inscrits       | Inscrits                   | Inscrits            | 17 250       | 100,00       |

### Circonscription de Marennes
Jules Dufaure a été élu le 20 février 1876 mais il fut élu comme sénateur inamovible le 12 août 1876. Des élections sont donc organisées le 12 novembre 1876.
| Candidat       | Candidat                  | Parti               | Premier tour | Premier tour |
| Candidat       | Candidat                  | Parti               | Voix         | %            |
| -------------- | ------------------------- | ------------------- | ------------ | ------------ |
|                | Frédéric Mestreau élu     | Gauche républicaine | 6 182        | 53,95        |
|                | Pierre-Louis-Omer Charlet | Bonaparte           | 5 265        | 45,95        |
|                | Autres                    |                     | 12           | 0,10         |
|                |                           |                     |              |              |
| Exprimés       | Exprimés                  | Exprimés            | 11 459       | 99,48        |
| Blancs et nuls | Blancs et nuls            | Blancs et nuls      | 60           | 0,52         |
| Votants        | Votants                   | Votants             | 11 519       | 76,06        |
| Abstention     | Abstention                | Abstention          | 3 625        | 23,94        |
| Inscrits       | Inscrits                  | Inscrits            | 15 144       | 100,00       |

### Deuxième circonscription de Valence
Eugène Servan a été élu le 20 février 1876. Il décède le 17 septembre. Une nouvelle élection a lieu le 19 novembre. 
| Candidat       | Candidat                | Parti          | Premier tour | Premier tour |
| Candidat       | Candidat                | Parti          | Voix         | %            |
| -------------- | ----------------------- | -------------- | ------------ | ------------ |
|                | Isidore Christophle élu | Centre gauche  | 10 196       | 60,24        |
|                | Monier de la Sizeranne  | Bonaparte      | 6 731        | 39,76        |
|                |                         |                |              |              |
| Exprimés       | Exprimés                | Exprimés       | 16 927       | 99,68        |
| Blancs et nuls | Blancs et nuls          | Blancs et nuls | 54           | 0,32         |
| Votants        | Votants                 | Votants        | 16 981       | 77,84        |
| Abstention     | Abstention              | Abstention     | 4 833        | 22,16        |
| Inscrits       | Inscrits                | Inscrits       | 21 814       | 100,00       |

## Élections partielles en 1877

### Circonscription d'Avignon
Jean du Demaine a été élu le 5 mars 1876 mais il est invalidé par la Chambre le 16 novembre 1876. Une nouvelle élection est organisée le 1re février 1877.
| Candidat       | Candidat                       | Parti             | Premier tour | Premier tour | Second tour | Second tour |
| Candidat       | Candidat                       | Parti             | Voix         | %            | Voix        | %           |
| -------------- | ------------------------------ | ----------------- | ------------ | ------------ | ----------- | ----------- |
|                | Jean-Baptiste Saint-Martin élu | Extrême gauche    | 4 799        | 26,88        | 9 704       | 51,61       |
|                | Jean du Demaine sortant        | Bonaparte         | 8 383        | 46,96        | 9 099       | 48,39       |
|                | Eugène Raspail                 | Union républicain | 4 670        | 26,16        |             |             |
|                | Autres                         |                   | ?            |              |             |             |
|                |                                |                   |              |              |             |             |
| Exprimés       | Exprimés                       | Exprimés          | 17 852       |              | 18 803      | 99,38       |
| Blancs et nuls | Blancs et nuls                 | Blancs et nuls    | ?            |              | 118         | 0,62        |
| Votants        | Votants                        | Votants           | 17 852       | 72,83        | 18 921      | 77,19       |
| Abstention     | Abstention                     | Abstention        | 6 660        | 27,17        | 5 591       | 22,81       |
| Inscrits       | Inscrits                       | Inscrits          | 24 512       | 100,00       | 24 512      | 100,00      |

### Deuxième circonscription de Bordeaux
Pierre Sansas décède le 5 janvier 1877. Une élection est organisée les 23 mars et 8 avril 1877.
| Candidat       | Candidat        | Parti                      | Premier tour | Premier tour | Second tour | Second tour |
| Candidat       | Candidat        | Parti                      | Voix         | %            | Voix        | %           |
| -------------- | --------------- | -------------------------- | ------------ | ------------ | ----------- | ----------- |
|                | Louis Mie élu   | Extrême gauche             | 5 635        | 42,63        | 7 271       | 54,27       |
|                | Armand Caduc    | Union républicain          |              |              | 6 128       | 45,73       |
|                | Jules Steeg     | Union républicain          | 3 510        | 26,55        |             |             |
|                | Abbé Chavauty   | Légitimiste                | 2 330        | 17,63        |             |             |
|                | Saugeon         | Républicain radical        | 1 386        | 10,48        |             |             |
|                | Pierre Castaing | Syndicaliste et socialiste | 328          | 2,48         |             |             |
|                | Autres          |                            | 30           | 0,23         |             |             |
|                |                 |                            |              |              |             |             |
| Exprimés       | Exprimés        | Exprimés                   | 13 219       | 99,76        | 13 399      | 97,68       |
| Blancs et nuls | Blancs et nuls  | Blancs et nuls             | 32           | 0,24         | 318         | 2,32        |
| Votants        | Votants         | Votants                    | 13 251       | 55,11        | 13 717      | 55,92       |
| Abstention     | Abstention      | Abstention                 | 10 794       | 44,89        | 10 813      | 44,08       |
| Inscrits       | Inscrits        | Inscrits                   | 24 045       | 100,00       | 24 530      | 100,00      |

### Circonscription de Constantine
Alexis Lambert, élu sans opposition en 1876, décède le 30 janvier 1877. Une élection partielle est donc organisée les 8 et 22 avril.
| Candidat       | Candidat           | Parti                    | Premier tour | Premier tour | Second tour | Second tour |
| Candidat       | Candidat           | Parti                    | Voix         | %            | Voix        | %           |
| -------------- | ------------------ | ------------------------ | ------------ | ------------ | ----------- | ----------- |
|                | Gaston Thomson     | Union républicaine       | 2 260        | 29,15        | 2 963       | 36,37       |
|                | Alcide Treille     | Union républicaine       | 1 771        | 22,84        | 2 530       | 31,05       |
|                | William Fawtier    | Extrême gauche           | 1 334        | 17,21        | 2 654       | 32,58       |
|                | Dominique Forcioli | Extrême gauche           | 1 122        | 14,47        |             |             |
|                | Charles du Bouzet  | Républicain conservateur | 1 029        | 13,3         |             |             |
|                | Autres             |                          | 237          | 3,06         |             |             |
|                |                    |                          |              |              |             |             |
| Exprimés       | Exprimés           | Exprimés                 | 7 753        | 98,59        | 8 147       | 97,80       |
| Blancs et nuls | Blancs et nuls     | Blancs et nuls           | 111          | 1,41         | 183         | 2,20        |
| Votants        | Votants            | Votants                  | 7 864        | 66,73        | 8 330       | 64,93       |
| Abstention     | Abstention         | Abstention               | 3 920        | 33,27        | 4 500       | 35,07       |
| Inscrits       | Inscrits           | Inscrits                 | 11 784       | 100,00       | 12 830      | 100,00      |

### Deuxième circonscription de Saint-Malo
François-Marie Le Pomellec a été élu le 5 mars 1876. Il décède 13 février 1877. Une nouvelle élection est organisée le 6 mai 1877.
| Candidat       | Candidat            | Parti               | Premier tour | Premier tour |
| Candidat       | Candidat            | Parti               | Voix         | %            |
| -------------- | ------------------- | ------------------- | ------------ | ------------ |
|                | Eugène Durand élu   | Gauche républicaine | 7 347        | 59,58        |
|                | Apuril de Kerloguen | Légitimiste         | 4 985        | 40,42        |
|                |                     |                     |              |              |
| Exprimés       | Exprimés            | Exprimés            | 12 332       | 9,40         |
| Blancs et nuls | Blancs et nuls      | Blancs et nuls      | 75           | 0,60         |
| Votants        | Votants             | Votants             | 12 407       | 83,56        |
| Abstention     | Abstention          | Abstention          | 5 176        | 16,44        |
| Inscrits       | Inscrits            | Inscrits            | 17 583       | 100,00       |